# Pușcași
Pușcași is een Roemeense gemeente in het district Vaslui.
Pușcași telt 3602 inwoners.